# Lajše (Železniki)
Lajše (Duits: Laschich) is een plaats in Slovenië en maakt deel uit van de gemeente Železniki in de NUTS-3-regio Gorenjska. De plaats telde 112 inwoners op 1 januari 2020.

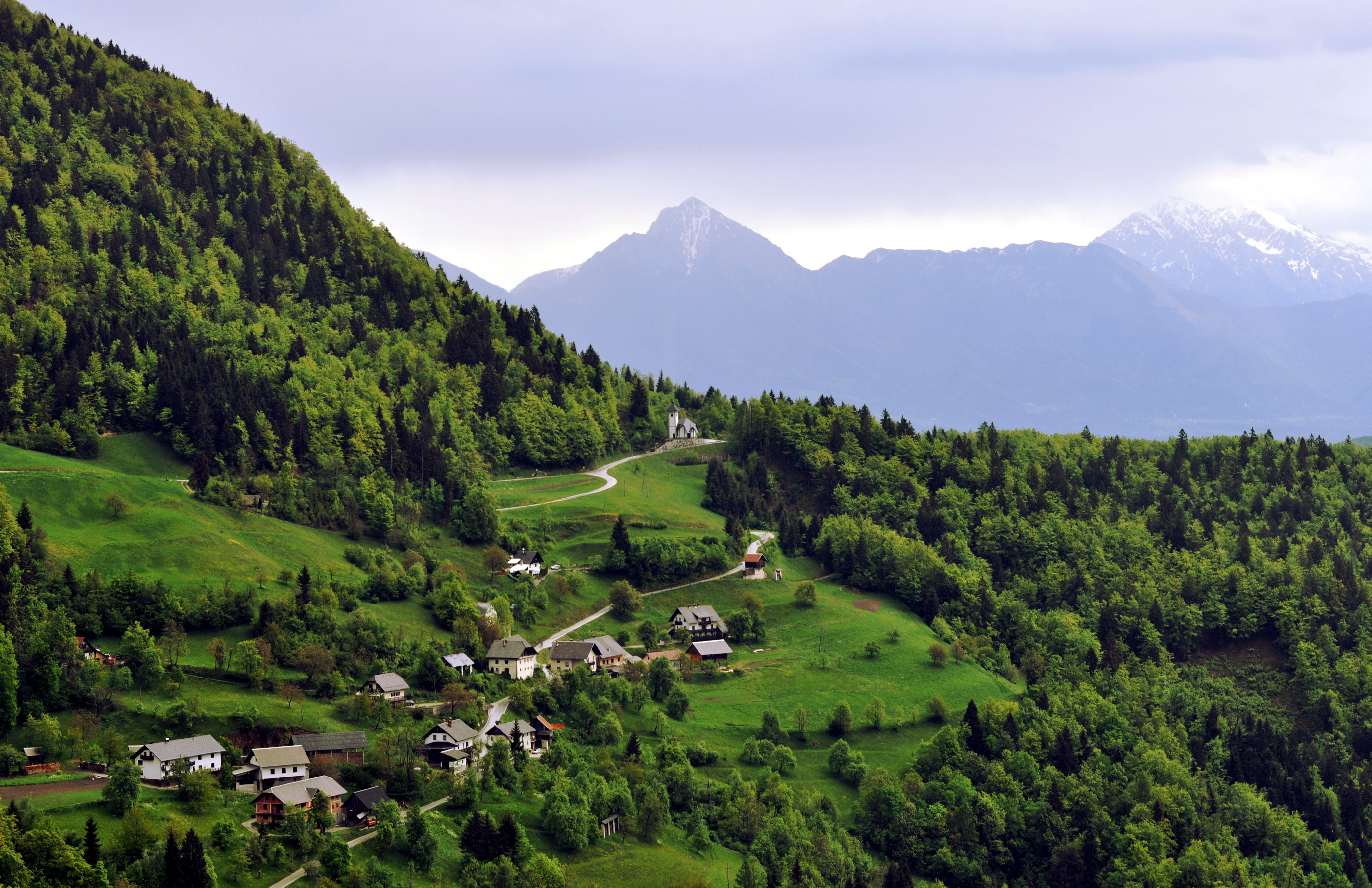
Uitzicht op dorp